# Balys Vilimas
Balys Vilimas (* 1. September 1944 in Miškonys, Rajongemeinde Kupiškis) ist ein litauischer Politiker und ehemaliger Bürgermeister der Rajongemeinde Zarasai.

## Leben
Ab 1951 lernte er in Laičiai bei Kupiškis und von 1955 bis 1959 in Panemunėlis bei Rokiškis. 1966 absolvierte er als Zootechniker das Technikum der Landwirtschaft in Salos (Rajongemeinde Rokiškis) und 1979 das Diplomstudium als Zooingenieur an der Lietuvos veterinarijos akademija. Von 1973 bis 1995 arbeitete er in Zarasai als leitender Zootechniker. Von 1997 bis 2003 und von 2007 bis 2012 leitete er die Landwirtschaftsschule Zarasai als Direktor. Von 2003 bis 2007 war er Bürgermeister von Zarasai.
Ab 1993 war er Mitglied der Lietuvos centro sąjunga, ab 2003 der LSDP.